# Șivița, Galați
Șivița este un sat în comuna Tulucești din județul Galați, Moldova, România.
Teritoriul satului este locuit de la sfârșitul epocii preistorice, datorită condițiilor geografice prielnice oferite de terasa inferioară a Prutului, care  avea, atunci, o vale mult mai largă. În cimitir, precum și în curțile unor gospodari, cum este cea a lui Ion Petrea, s-au găsit materiale dintr-o asezare hallstattiana târzie (epoca fierului, secolul IV înainte de Hristos) care se leagă de așezările din Hallstattul mijlociu de la Stoicani și Tamaoani. Continuitatea acestei asezari, care, desigur, nu a fost unica, in epoca dacica urmatoare este dovedita de faptul ca tot in curtea lui Ion Petrea s-au gasit materiale care dovedesc existenta unei asezari din secolul IV in care elementul roman este prezent in chip impresionant. In afara de ceramica a mai fost descoperit si un fier de plug de traditie romana. Materiale care dovedesc ca procesul de romanizare s-a extins si dincolo de valul roman ridicat pe directia Barbosi-Tulucesti.
Prima atestare documentara a satului este din 3 aprilie 1588, cand soborul Mănastirii Galata din Iasi il cumpara de la domnitorul Petru Schiopul cu 6000 de aspri (moneda turceasca de argint).
Satul fusese „domnesc” adica proprietatea domnului si dat lui Stefan camanarul (dregatorul care strangea „camana”, dare pe bauturile spirtoase), dar acesta ramanand dator la Visteria domneasca cu 6000 de aspri de cand a avut loc „o desetina la Soroca” (desetina era zeciuiala ce se lua pe stupi si porci).Dupa moartea camanarului Stefan, domnitorul a scos satul, care avea si un vad de moara in apa Prutului,  la vanzare. L-a cumparat, cum am aratat, Manastirea Galata, care era ctitoria lui Petru Schiopul. Spre sfarsitul anului 1588, noiembrie 25, Manastirea Galata a intocmit un catastif al averii sale in care este trecut si satul Sivita cu 6 mori si 100 porci. Morile erau la Prut dar si pe garlele din Balta Bratesului. Dintre cele 16 sate pe care le stapanea manastirea, la Sivita erau cele mai multe mori. De aici si concluzia ca de pe mosia satului manastirea recolta o cantitate mai mare de cereale . Perntru toate acele mosii, Manastirea Galata va capata de la domnitorul Ieremia Movila, la 6 mai 1598, o intarire a stapanirii sale. Printre mosiile amintite este si satul Sivita, pe Prut si cu loc de moara in Prut, in tinutul Covurluiului.
In primele decenii ale secolului satul este amintit in doua hrisoave domnesti date de domnitorii Constantin Movilala 15 iunie 1608 si Stefan Tomsa la 8 martie 1612 Manastirii Pobrata pentru a stapani Iezerul Beleu si alte garle din Balta Bratesului. Un alt hrisov asemanator, in care este amintit si satul Sivita, este semnat de domnitorul Radu Mihnea la 16 august 1616. Peste doi ani, la 30 martie 1618, domnitorul Radu Mihnea intareste lui Condrea camarasul (dregator la camara domneasca) satul, care fusese a lui Ceacarlo Grecul si a rămas pustiu 25 ani „pentru ca este la marginea tarii si este in drumul paganilor tatari”. Condrea a dat domnitorului 300 de galbeni. Din continutul documentului reiese ca inainte de 1593 Ceacarlo Grecul l-a cumparat de la manastirea Galata sau l-a primit ca danie domneasca. La moartea lui Ceacarlo, neavand urmasi, domnitorul Stefan Tomsa (11 noiembrie 1611-12 noiembrie 1615) a luat satul pe seama domniei, dupa obiceiul tarii. Devenit astfel din nou sat domnesc, Radu Mihnea l-a putut vinde lui Condrea. Pentru a repopula satul, Condrea a capatat de la domnitor un nou hrisov, la 1 aprilie 1618, prin care i se ingaduia sa aduca la Sivita „oricati oameni vor chema din alte tari”, care vor fi scutiti vreme de cinci ani de orice dare. Ajungand, probabil, spre sfarsitul primei domnii din Moldova (iulie 1616—dupa 1 februarie 1619) la unele greutati financiare, domnitorul Radu Mihnea se vede nevoit sa nu mai respecte cartea domneasca de slobozenie data lui Condrea la 1 aprilie 1618 si il obliga pe acesta sa plateasca Visteriei domnesti 100 de galbeni, bani pe care acesta si-i va recupera de la locuitorii satului. Masura aceasta a fost de ordin general, caci la 30 aprilie 1618, domnitorul il silise si pe Enache postelnic sa-i plateasca tot 100 de galbeni pentru o slobozie de la satul Scumpia, tinutul Iasi.
La 3 aprilie 1621 satul era din nou in stapanirea Manastirii Galata. La acesta data domnitorul Alexandru Ilias scrie ca s-a jeluit egumenul Manastirii Galata impotriva lui Isaico si Constantin, nepotii lui Murgoci vornicul (un vornic de sat) care calca hotarele satului Sivita, proprietatea manastirii. Sa nu intre dar in acest hotar si sa  lase „in pace garla Ratundului”. Nu se poate preciza daca porunca domneasca se refera la o mai veche pricina de hotar sau la o incercare obisnuita de a pescui in garlele stapanite de manastire si a paste vitele pe grindurile din balta. Garla Ratundului este mentionata intr-o harta a Baltii Bratesului intocmita la 4 aprilie 1835. A fost la sud-est de satul Tatarca, unde era Grindul Rotund.
In imprejurari care au rămas necunoscute satul va fi luat de la Manastirea Galata si dat Manastirii lui Balica hatmanul, Manastirea Frumoasa din Iasi. La 2 aprilie 1628 domnitorul Miron Barnovschi intareste acestei ultime manastiri stapanirea asupra satului Sivita cu balti cu peste si cu vii. Satul fusese daruit Manastirii Frumoasa de un oarecare Ceacaru, care-l cumparase de la Manastirea Galata. La 3 iulie 1632 satul era din nou in stapanirea Manastirii Galata. La aceasta data, domnitorul Alexandu Ilias imputerniceste pe calugarii manastirii sa stranga dijma din satul Sivita de la „cine va hi avut acolo, den paine si den fan si den peste din balti si den vii si den gradini” Se pare ca stapanirea Manastirii Galata asupra satului nu a mai fost tulburata, caci domnitorul Ilias Alexandru intareste egumenului acestei manastiri sa stapaneasca satul Sivita si sa ia dijma „din zece”, „din paine, fan, vii, bati de peste, si din tot venitul ce va fi „. Stapanire confirmata si mult mai tarziu de domnitorul Mihai Racovita la 13 august 1724 dupa ce s-au judecat cu calugarii de la Manastirea Sfanta Vineri din Iasi, care au trebuit sa renunte la pretentiile lor asupra satului Sivita.
Manastirea Mavromol din Galati a stapanit si ea o parte din mosia satului. La 6 mai 1786 aceasta parte era impresurata de unii razesi si egumenul manastirii capata o carte de blestem ca sa aleaga hotarele drepte ale manastirii.
In anii 1772-1774 satul avea 25 de familii. In 1803, cand se face o noua catagrafie-recensamant-satul era proprietatea Manastirii Galata si avea 66 familii , dar in 1816 avea numai 16 familii si este stapanit de Manastirile Frumoasa si Sf. Nicolae din Iasi. Manastirea Frumoasa stapanea parti din sat si la 21 august 1851.
Presupunem ca numele satului se poate explica prin antroponimul Sivit, nesemnalat in Dictionarul Onomastic Roman. Un Gligor Sivit este aminti la  15 iunie 1599, pentru o cumparatura din satul  Mastacani . Legenda prinsa in sintagma „Tu lucesti Tatarca suvita frumoasa a lui Foltea” a fost creata de vreun invatator care nu a putut explica numele satelor ce se insira de la Tulucesti la Foltesti.
Constituirea satului Sivița sub forma unei obști răzășești, care s-a aflat la originea vechilor sate românești, este, desigur, anterioară cu mult primei atestări documentare cunoscută și pe care o plasăm în a doua jumătate a secolului XV. Devenind moșie domnească și apoi mănăstirească, obștea razaseasca se va risipi lesne înainte de secolul XIV, atestate documentar, ulterior, hlize razasesti. Istoria satului este, deci, identică, in linii mari cu cea a oricarui sat de clacasi din Moldova, impovarati de obligatiile ce decurgeau din executarea „boierescului”, claca, mereu in crestere din momentul in care cerealele, vitele, devin o constanta economica a pietei interne si externe.
(Prof. Paul PALTANEA- DATE ISTORICE PRIVIND SATUL SIVITA)
SATUL SIVITA
Ce sunt scutelnici a manastirii de Sfatul Neculai ot Galati
1.    Ionita Lapteacru, vornic;
2.    Pavel Chebac
3.    Ivan Muntean
4.    Radul Popoiu
5.    Iordache Chebac
6.    Ionita Toderasco
7.    Ion Pasat
8.    Andrei Pasat
9.    Ion san Mardoc
10. Enachi Lapteacru
11. Lupul Nechita
12. Gheorghita Spinare
13. Ionita Turcan
14. Gheorghe Lajivechi
15. Toader Nechita
16. Tudorache, scutelnic a dumisale spatarului Contandin Sturza
17. Dumitru Tij, scutelnic a dumisale spatarului Contandin Sturza
18. Neculita Cornita, scutelnic a dumisale spatarului Contandin Sturza
19. Anton, scutelnic a comisului Fotache
20. Enachi Chebac, scutelnic a comisului Fotache
21. Lupul Chebac, scutelnic a comisului Fotache
22. Constandin Chipaila, scutelnic a lui Gheorghe Serban, capitan
23. Ursache, vier, scutelnic a lui Gheorghe Serban, capitan
24. Serban, tigan de acolo
25. Case cu femei vaduve de la acest sat
26. Tigani
27. Tudora, baba
28. Nastasie
Recensamintele Moldovei din anii 1772-1773 si 1774. (P.G. Dimitriev-Moldova in epoca feudalismului)
Acest text a fost obținut prin grija domnului inginer Vasile Fătu, născut în satul Sivița.